# Йол (река)
Йол (также Биюк-дере; укр. Йол, крымскотат. Yol, Ёл) — маловодная река (овраг) в горном Крыму, левый приток реки Бельбек. Длина водотока — 5,5 км, площадь водосборного бассейна — 4,5 км².

## Название
Тюркское слово «йол» переводится, как «дорога» (такое название оврага употребляется на современных картах), что связывают с древним путём к храму Спасителя, существовавшем с VIII века на горном массиве Бойка. В справочнике «Поверхностные водные объекты Крыма» овраг фигурирует, как «река без названия у села Богатырь».

## География
Исток реки — родник Дерен-Козю (также Устур-текне), расположенный недалеко от руин древнего храма, на северном склоне вершины Ахлаплых, на высоте 1037 м. Овраг пролегает почти строго на север, принимая 1 безымянный приток, длиной менее 5 километров и впадает слева в Бельбек в 49 км от устья. Водоохранная зона оврага установлена в 50 м.